# Молодіжний чемпіонат світу з футболу 2021
Чемпіонат світу з футболу серед молодіжних команд 2021 (англ. 2021 FIFA U-20 World Cup) — скасований молодіжний чемпіонат світу з футболу, що мав відбутися з 28 вересня по 17 жовтня 2021 року в Індонезії.
Молодіжна збірна України захищала б титул переможця чемпіонату.
24 грудня 2020 року через пандемію COVID-19 ФІФА скасувала турнір 2021 року та перенесла його на 2023 рік залишивши господарем змагань Індонезію.

## Вибір господаря
Станом на 23 травня 2019 року було подано 5 заявок на проведення турніру. Дві заявки спільні від декількох країн і три окремо від держав:
- Бахрейн/ Саудівська Аравія/ ОАЕ;[4]
- Бразилія;
- Індонезія;[5]
- М'янма/ Таїланд;[6]
- Перу.[7]

Станом на 4 вересня 2019  заявки  Бахрейн/ Саудівська Аравія/ ОАЕ та   М'янма/ Таїланд були відкликані. 23 жовтня 2019 Бразилія відкликала свою заявку. Наступного дня на зустрічі ФІФА в Шанхаї, Китай Індонезія була оголошена господарем турніру.